# Добри Минков
Добри П. Минков е български юрист и общественик.

## Биография
Роден е на 8 май 1856 г. в Сливен. През 1876 година завършва Робърт колеж в Цариград. Написва на английски тезата „Цивилизацията и новата наука“, за която получава степента бакалавър по изкуствата. По това време редактира вестник „Източно знаме“, където публикува част от тезата (1877). Дописник е на вестниците „Дейли Нюз“ и „Таймс“, чрез които ангажира световната общественост с погромите в българските земи през Априлското въстание и Руско-турската война от 1877 – 1878 г. Заедно с Юджийн Скайлър, Дженюариъс Макхаган и д-р Шнайдер обикаля Сливенско след Априлското въстание. Между 1877 и 1878 г. е секретар на Българската Екзархия. След Освобождението се завръща в Сливен и заедно с д-р Начо Планински и д-р Георги Миркович издават първия сливенски вестник „Българско знаме“. Учи математика две години в Одеса (1878 – 1880), но прекъсва, защото е избран за депутат в Областното събрание на Източна Румелия (1881 – 1885). През 1880 г. е заместник главен прокурор, а от 1883 г. съветник във Върховния съд на Източна Румелия. През 1884 година става председател на Върховния съд на Източна Румелия. Защитава докторат в Юридическия факултет в Брюксел. За кратко е секретар на Министерството на правосъдието. След това е избран за първи председател на Върховния съд. Основател и главен редактор е на списание „Правна мисъл“. Председател е на комисията по издаване историята на Сливен от д-р Симеон Табаков, като участва и в редактирането ѝ. Той е един от основателите на сливенската културно-просветна дружба „д-р Иван Селимински“ в София. От 1885 г. е член на Русенския апелативен съд, а от 1893 година е прокурор и представител на Търновския апелативен съд. През 1902 година е назначен за прокурор във Върховния касационен съд. Народен представител. Участва на различни международни правни конгреси в Брюксел (1900), Париж (1900), Петербург (1901) и Будапеща (1905). Бил е председател на Юридическото дружество в София. Умира на 15 септември 1942 г. в София.
Награждаван е с ордени „Св Станислав“, IV ст., орден „Франц Йосиф“, III ст., възпоменателен медал по случай на стогодишнината на Code Napoleon (1904).